# James Smith (politik)
James Smith (17. září 1719, Ulster, Irsko – 26. července 1806, Pensylvánie) byl politik státu Pensylvánie. Jako delegát se zúčastnil kontinentálního kongresu a byl signatářem Deklarace nezávislosti.

## Životopis
James Smith se narodil v Irsku. Jeho rodina emigrovala z Irska do Chester County v Pensylvánii v roce 1729. Smith se vzdělával na Philadelphia Academy, vystudoval právo, pracoval v kanceláři svého bratra George. Stal se kapitánem milicí, v roce 1775 byl jmenován členem filadelfské delegace vyslané na Kontinentální kongres, v roce 1776 pak byl členem druhé delegace na Kontinentální kongres. V roce 1785 byl znovu zvolen do Kongresu, ale kvůli pokročilému věku nabídku odmítl. Příjmení Smith je pravděpodobně poangličtění irského příjmení McGowan.